# Cecele
Cecele – wieś w Polsce położona w województwie podlaskim, w powiecie siemiatyckim, w gminie Siemiatycze.
Wieś duchowna położona była w 1795 roku w ziemi drohickiej województwa podlaskiego. 
W 1921 roku wieś liczyła 44 domy i 301 mieszkańców, w tym 266 prawosławnych i 35 katolików.
W latach 1975–1998 miejscowość administracyjnie należała do województwa białostockiego.
W pobliżu miejscowości odkryto cmentarzysko kultury wielbarskiej datowane na okres od drugiej połowy II do V wieku. Od nazwy miejscowości została nazwana druga i ostatnia faza chronologiczna tej kultury.
W strukturze Kościoła prawosławnego wieś podlega parafii pw. św. Apostołów Piotra i Pawła w Rogawce. Natomiast wierni kościoła rzymskokatolickiego należą do parafii Wniebowzięcia Najświętszej Maryi Panny w Siemiatyczach.